# あの日、ぼくらの大脱走
『あの日、ぼくらの大脱走』（あのひ、ぼくらのだいだっそう）は、2014年6月20日に公開された日本の映画。

## 登場人物

### 主要人物
花岡充　　　　　演-月亭邦正 

西園寺玄一郎　　演-坂本あきら

風間美和　　　　演-山本博子 

風間亮　　　　　演-佐野真白 

佐伯小夜　　　　演-櫻井愛弓

上条誠　　　　　演-月見里和真

徳永耕一　　　　演-今井翔太

西園寺幸一郎　　演-細川学

笹川　　　　　　演-田島慎介

風間圭介　　　　演-原雅 

智花　　　　　　演-高﨑哉海 

### その他
石田千恵　本間直樹　渡邉奈々　山田聖子　星川英勝　鳥山拓哉　井上実菜美　野本雄一　鈴木玲央　團悠哉　石田健人　岩下美結　榎本愛梨　児平岬　小西平祐　原麻里子　田中涼子　吉浦力　和田琴乃　播優太　横須賀泰希　佐々木由希子　権藤杏里　小塚絵奈

### その他 ②
主題歌「ひまわり」

作詞：岩田陽葵　　　　作曲・編曲：HAL　　歌：岩田陽葵　山﨑二千愛

## スタッフ
- 製作 - 神品信市
- エグゼブティブプロデューサー - 神品信市
- プロデューサー - 旭正嗣
- 脚本 - 佃謙介
- 監督 - 佃謙介
- 監督助手 - 保中良介　冨永拓輝
- 音楽プロデューサー - HAL
- 音楽ディレクター - TOSIMITSU
- 撮影 - 小山田勝治
- 録音 - 山方浩
- スチール - 田中孝之介　池田栄次
- 製作チーフディレクター - 西村克也
- 製作ディレクター - 愛澤元重　劔持岳　長岡真央　下山悠歌　奥村伸也
- 製作企画担当 - 平野真也　倉沢寛之　加藤聡　山多裕生
- 制作協力 - 株式会社エウェーゴ
- 製作 - ミライ・ピクチャーズ・ジャパン
- 配給 - 株式会社MIRAI（芸能）

## DVD
2015年12月発売。発売元はマジカル。
- スタンダード・エディション （DVD1枚組）
  - 映像特典は「劇場予告編・メイキング」「製作発表・インタビュー・対談」

## 関連商品
- パンフレット・ポスター・台本（2013年8月30日より発売、MIRAI）

## その他
- 2013年3月の撮影時点で、本作「レプリカント・イブ」はトワイライトファイルシリーズ27作目（MIRAI PICTURES JAPAN）となる。本作はお笑い番組で活躍し、2013年1月に落語家へ転身した月亭方正や、HNK大河ドラマで活躍する坂本あきらをプロデューサー神品信市がキャスティングしている。またオーディションにより一般またはアカデミーより新人を多数起用し出演させている。ミュージカル「スコア」の見習い案内人役などで成長著しい佐野真白をオーディションで抜擢した。

## 加盟団体
- 社団法人日本映画テレビプロデューサー協会（加盟名義／神品信市）
- 日本アカデミー賞協会（加盟名義／神品信市）
- 日本アカデミー賞協会　賛助会員（加盟名義／株式会社MIRAI）
- 協同組合日本映画製作者協会（加盟名義／株式会社MIRAI） - ウェイバックマシン（2003年12月4日アーカイブ分）